# 今治市村上海賊ミュージアム
今治市村上海賊ミュージアム（いまばりしむらかみかいぞくミュージアム）は、愛媛県今治市の博物館である。

## 概要
中世に瀬戸内海を中心に活躍した村上水軍（村上海賊）の一族であった能島村上氏の資料や関連する書籍などを保存している。
芸予諸島の大島に所在し、3階の展望室からは瀬戸内海を眺めることができる。また、屋外には村上水軍が利用した船舶が復元され展示している。
博物館前からは能島、見近島の周辺などを回る潮流体験船が運航されている。
2004年に今治市村上水軍博物館としてオープンし、2020年4月に今治市村上海賊ミュージアムに改称した。

## 利用案内
- 所在地：愛媛県今治市宮窪町宮窪1285番地[2]
- 開館時間：9:00～17:00（入館は16:30まで）[3]
- 休館日：月曜日（月曜日が休日の場合、翌平日）、年末年始（12/29～1/3）[4]
- 駐車場：普通車50台、大型バス等3台

## 施設
- 1階：ミュージアムショップ&カフェテリア、海賊ライブラリー（図書室）、講座室
- 2階：常設展示室、企画展示室、わくわく体験ルーム
- 3階：展望室

## アクセス
- 瀬戸内海交通（バス）「村上水軍博物館」停留所を下車して徒歩約1分。

## 周辺
- 今治市役所宮窪支所
- 宮窪港
- 西瀬戸自動車道大島北インターチェンジ